# Jorge Sarghini
Jorge Emilio Sarghini (Benito Juárez, 11 de junio de 1953) es un economista y político argentino del Partido Justicialista. Fue diputado nacional por la provincia de Buenos Aires entre 2005 y 2009 y por segunda vez desde 2019.
Entre otros cargos, fue ministro de Economía de la provincia de Buenos Aires (1997-2002), secretario de Comunicaciones de la Nación (2002), secretario de Hacienda de la Nación (2002-2003), diputado provincial (2013-2017) y presidente de la Cámara de Diputados de la Provincia de Buenos Aires (2015-2016).

## Biografía
Nació en Benito Juárez (provincia de Buenos Aires) en 1953. Se recibió de licenciado en economía en la Facultad de Ciencias Económicas de la Universidad Nacional de La Plata en 1976.
Desarrolló su carrera temprana en el Ministerio de Economía de la provincia de Buenos Aires, desempeñando diversos cargos desde su incorporación en 1987 durante la gobernación de Antonio Cafiero. Fue director provincial de Estudios Fiscales y de Política Fiscal, subsecretario de Finanzas entre 1989 y 1991, jefe de asesores de 1991 a 1996, y subsecretario de Política y Coordinación Fiscal de 1996 a 1997. También fue representante titular de la provincia ante la Comisión Federal de Impuestos desde 1989 hasta 2001.
En julio de 1997 fue designado ministro de Economía de la provincia de Buenos Aires por el gobernador Eduardo Duhalde (sucediendo a Jorge Remes Lenicov), desempeñando el cargo hasta febrero de 2002, siendo ratificado en el cargo en 1999 por Carlos Ruckauf y por Felipe Solá en 2002.
Entre marzo y abril de 2002 fue Secretario de Comunicaciones de la Nación, designado por el presidente Eduardo Duhalde, en reemplazo de Oscar Félix González. Luego fue sucedido por Eduardo Marcelo Kohan. De mayo de 2002 a mayo de 2003 fue Secretario de Hacienda de la Nación, renunciando para candidatearse a diputado nacional. Meses después, integró una comisión para estudiar la reforma del Régimen de Coparticipación Federal. Desde diciembre de 2003 hasta 2005 se desempeñó como presidente del Banco de la Provincia de Buenos Aires.
En las elecciones legislativas de 2005, fue elegido diputado nacional por la provincia de Buenos Aires, con mandato hasta 2009. Fue el segundo candidato en la lista disidente del Partido Justicialista (que se separó del gobernante Frente para la Victoria); la lista recibió el 15,17% de los votos, suficiente para que Sarghini fuera elegido. Integró el bloque del Peronismo Federal. En ese mismo período fue diputado al Parlamento del Mercosur por Argentina.
Se postuló sin éxito para la gobernación de Buenos Aires en las elecciones provinciales de 2007, como candidato de Concertación para Una Nación Avanzada (UNA), que a nivel nacional apoyó la candidatura presidencial de Roberto Lavagna. Recibió el 2,90% de los votos y quedó quinto en las elecciones generales.
En 2013 fue elegido diputado provincial de Buenos Aires por la octava sección electoral, con mandato hasta 2017, encabezando la lista del Frente Renovador. Entre 2015 y 2016 se desempeñó como Presidente de la Cámara de Diputados de la Provincia de Buenos Aires.
En las elecciones legislativas de 2017, fue candidato a diputado nacional en la lista de 1País. En 2019, asumió como diputado en reemplazo de Felipe Solá, quien se incorporó al gabinete de Alberto Fernández. Forma parte del interbloque Consenso Federal. Integra como vocal las comisiones de Análisis y Seguimiento de Normas Tributarias y Previsionales; de Economías y Desarrollo Regional; y de Finanzas.
En el ámbito partidario, ha sido congresal nacional del Partido Justicialista.